# Beilsteinprobe
Die Beilsteinprobe, benannt nach Friedrich Konrad Beilstein (auch bekannt unter dem russischen Namen Fjodor Fjodorowitsch Beilstein), ist ein Verfahren der analytischen Chemie, um organische Verbindungen auf Halogene zu testen. Mit diesem empfindlichen qualitativen Nachweis lassen sich niedermolekulare und hochmolekulare organische Verbindungen untersuchen, also auch Kunststoffe oder organische Pigmente. Zu den nachweisbaren Polymeren zählen Polyvinylchlorid, Polyvinylidenchlorid, Chloropren- und Epichlorhydrinkautschuk, Polychlortrifluorethylen, Ethylen-Chlortrifluor- Copolymere, chloriertes Polyethylen, chlorsulfoniertes Polyethylen, chloriertes Polypropylen und diverse Polyvinylchlorid-haltige Copolymere.

## Durchführung

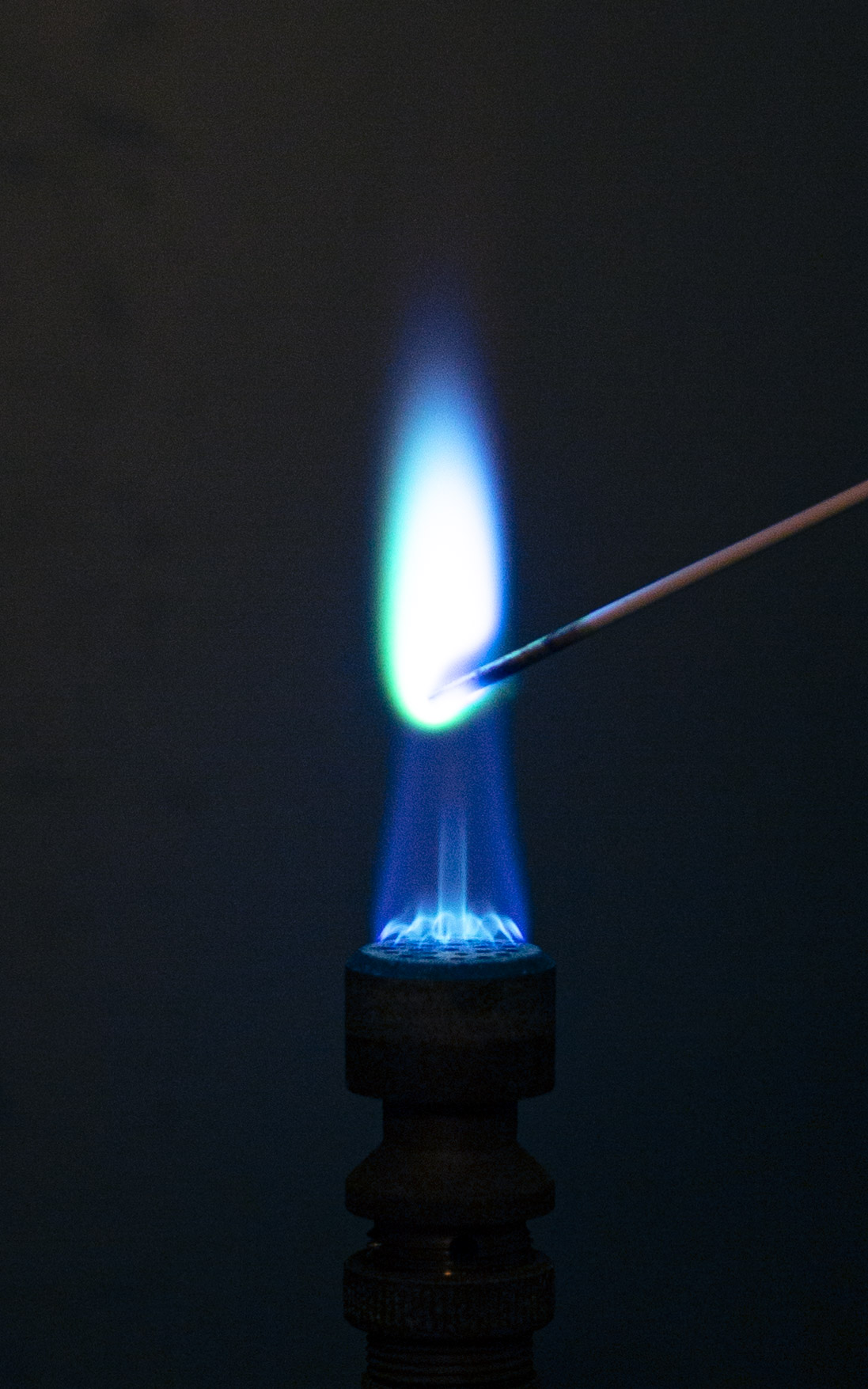
Flammenfärbung Kupfer (Cu) mit Halogen

Zuerst wird ein Kupferblech oder eine Kupferöse solange ausgeglüht, bis keine Blau- oder Grünfärbung der Flamme zu erkennen ist. Dies ist unbedingt erforderlich, da schon Spuren von Halogenen ein falsch-positives Ergebnis verursachen können. Beispielsweise kann sich aus Salzsäure und Ammoniak leicht Ammoniumchlorid bilden, das – unbemerkt niedergeschlagen auf Kupferblech oder -draht – ebenfalls eine blau-grüne Flammenfärbung hervorruft.
Als Nächstes wird die Probe auf das ausgeglühte – noch heiße – Kupferblech oder die Kupferöse aufgebracht und in den nicht leuchtenden Bereich einer Gasbrenner-Flamme gehalten. Wenn sich die Flamme dabei grün bis blaugrün verfärbt, so enthält die Probe mit hoher Wahrscheinlichkeit ein Halogen.

## Erklärung
Die organischen Halogenverbindungen zersetzen sich bei der Pyrolyse und bilden dabei  z. B. Chlorwasserstoff oder Bromwasserstoff. Diese bilden mit Kupfer leicht flüchtige Kupfer-Halogen-Verbindungen, die die Flamme färben.

## Sicherheitsbedenken
Da sich bei dieser Reaktion, wenn auch nur in sehr geringen Mengen, Dioxine bilden können, muss das Experiment unter einem Abzug durchgeführt werden. An einigen nordrhein-westfälischen und niedersächsischen Schulen darf dieser Versuch deshalb nicht mehr durchgeführt werden.